# Кегоума (Техас)
Кегоума (англ. Coahoma) — місто (англ. town) в США, в окрузі Говард штату Техас. Населення — 945 осіб (2020).

## Географія
Кегоума розташована за координатами 32°17′45″ пн. ш. 101°18′32″ зх. д. / 32.29583° пн. ш. 101.30889° зх. д. (32.295744, -101.308823).  За даними Бюро перепису населення США в 2010 році місто мало площу 3,14 км², уся площа — суходіл.

## Демографія
Згідно з переписом 2010 року, у місті мешкало 817 осіб у 323 домогосподарствах у складі 230 родин. Густота населення становила 261 особа/км².  Було 384 помешкання (122/км²).
Расовий склад населення:
| - 88,1 % — білих - 1,1 % — корінних американців - 0,5 % — чорних або афроамериканців - 0,1 % — азіатів - 9,5 % — осіб інших рас |

До двох чи більше рас належало 0,6 %. Частка іспаномовних становила 29,3 % від усіх жителів.
За віковим діапазоном населення розподілялося таким чином: 25,9 % — особи молодші 18 років, 59,7 % — особи у віці 18—64 років, 14,4 % — особи у віці 65 років та старші. Медіана віку мешканця становила 39,5 року. На 100 осіб жіночої статі у місті припадало 103,7 чоловіків;  на 100 жінок у віці від 18 років та старших — 95,2 чоловіків також старших 18 років.
Середній дохід на одне домашнє господарство  становив 71 252 долари США (медіана — 67 647), а середній дохід на одну сім'ю — 81 232 долари (медіана — 70 625). За межею бідності перебувало 10,6 % осіб, у тому числі 13,7 % дітей у віці до 18 років та 12,9 % осіб у віці 65 років та старших.
Цивільне працевлаштоване населення становило 382 особи. Основні галузі зайнятості: освіта, охорона здоров'я та соціальна допомога — 29,6 %, будівництво — 14,1 %, сільське господарство, лісництво, риболовля — 13,4 %.